# اندیس گوراب بالا
گوراب بالا یک اندیس غیرفلزی است که در حوالی شهر کوه ورزسین استان ایلام قرار دارد و مادهٔ معدنی موجود در آن، بیتومن است.سنگ میزبان این اندیس آهک است  